# Eublemma chlorochroa
Eublemma chlorochroa là một loài bướm đêm trong họ Erebidae.